# Oxysepala (Bulbophyllum)
Oxysepala es una sección del género Bulbophyllum perteneciente a la familia de las orquídeas.   La especie tipo es: Bulbophyllum clandestinum Lindl.
Caracterizada por rizomas colgantes sobre las rocas o los árboles con muy pequeños pseudobulbos adpresos al rizoma y que llevan una sola hoja, carnosa que florece con una a dos inflroescencias que surgen a lo largo del tallo, las flores son sésiles y tienen un color blanco a   amarillo. Los sépalos son alargados y los pétalos y labelos son pequeños.

## Especies
1. Bulbophyllum clandestinum Lindl. 1841
2. Bulbophyllum flavum Schltr. 1913 New Guinea
3. Bulbophyllum gadgarrense Rupp 1950 Australia
4. Bulbophyllum grandimesense B.Gray & D.L.Jones 1989 Queensland Australia
5. Bulbophyllum lamingtonense D.L.Jones 1993 Australia
6. Bulbophyllum lewisense B. Gray & D.L. Jones 1989 Australia
7. Bulbophyllum piliferum J.J.Sm. 1908 Papua New Guinea
8. Bulbophyllum pungens Schltr. 1913 New Guinea
9. Bulbophyllum schillerianum Rchb. f.1860 Australia
10. Bulbophyllum trichaete Schltr. 1913 New Guinea
11. Bulbophyllum wadsworthii Dockrill 1964 Australia
12. Bulbophyllum windsorense B.Gray & D.L.Jones 1989 Australia